# Nationaal Front (Tsjecho-Slowakije)

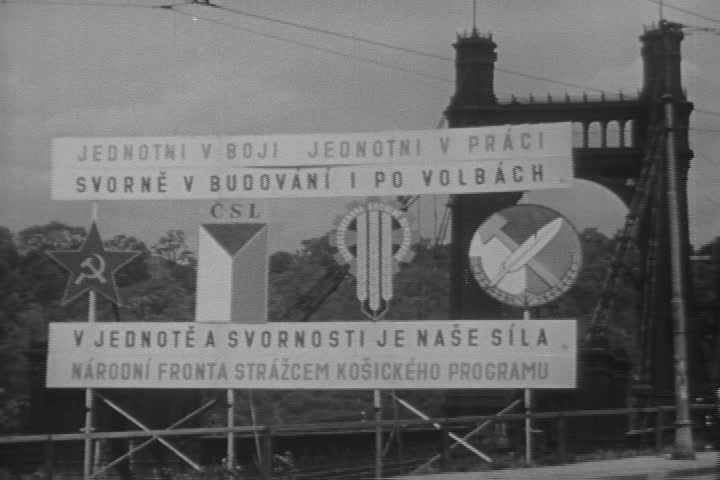
Propaganda voor het Nationaal Front (1947)

Het Nationaal Front (Tsjecho-Slowakije) (Tsjechisch: Národní fronta; Slowaaks: Narodný front) was een door de communisten geleide coalitie tussen diverse, nog toegestane partijen in het Tsjecho-Slowakije van 1948-1989.

## 1945-1948
Het Nationaal Front kwam in 1945 tot stand als naoorlogse coalitie van partijen die werd gedomineerd door de Communistische Partij van Tsjecho-Slowakije (KSČ). De eerste regering van het Nationaal Front werd gevormd in april 1945 en stond onder leiding van Zdeněk Fierlinger (1891-1976), een socialist die behoorde tot de linkervleugel van de Tsjecho-Slowaakse Sociaal-Democratische Partij (ČSSD) en voorstander was van nauwe samenwerking met de communisten. De KSČ bezette slechts enkele ministeries, maar daar viel wel het ministerie van Binnenlandse Zaken - en daarmee de politie en de veiligheidsdiensten. De positie van de communisten werd verder vergroot toen Klement Gottwald (1896-1953) in juli 1948 minister-president werd van de regering van het Nationaal Front. De KSČ was echter niet oppermachtig en het leek er lange tijd op dat Tsjecho-Slowakije een democratie zou blijven.
Partijen die lid waren van het NF tussen 1945 en 1948:
| Partijnaam                                        | Afkorting | Ideologie                                   | Noot                                          |
| ------------------------------------------------- | --------- | ------------------------------------------- | --------------------------------------------- |
| Communistische Partij van Tsjecho-Slowakije       | KSČ       | communisme                                  |                                               |
| Communistische Partij van Slowakije               | KSS       | communisme                                  |                                               |
| Tsjecho-Slowaakse Nationale Socialistische Partij | ČSNS      | sociaaldemocratie, links-liberalisme        |                                               |
| Tsjecho-Slowaakse Sociaal-Democratische Partij    | ČSSD      | sociaaldemocratie                           | Gedwongen fusie met de KSČ (1948)             |
| Tsjecho-Slowaakse Volkspartij                     | ČSL       | christendemocratie, katholieke sociale leer |                                               |
| Democratische Partij (Slowakije)                  | DS        | christendemocratie, liberaal-conservatisme  | Na de staatsgreep van februari 1948 ontbonden |
| Werkers Partij (Slowakije)                        | SP        | sociaaldemocratie                           | Na de staatsgreep van februari 1948 ontbonden |
| Slowaakse Vrijheidspartij                         | SS        | christendemocratie, conservatisme           | Afsplitsing van de DS, gevormd in 1946        |

| Alleen actief in Slowakije |

## 1948-1989
De communistische staatsgreep van 25 februari 1948 luidde een nieuwe fase in van het Nationaal Front: de politieke hegemonie kwam volledig te liggen bij de KSČ, de ČSSD werd gedwongen te fuseren met de communistische partij en verdween derhalve uit het Front. De Democratische Partij (DS), de belangrijkste partij in Slowakije, werd ontbonden, hetgeen ook gold voor de Werkers Partij van Slowakije, die weigerde op te gaan in de Communistische Partij van Slowakije. Voor de Democratische Partij kwam de Partij van de Slowaakse Wedergeboorte (SSO) in de plaats. De overige partijen, ČSNS en ČSL, bleven - na zuiveringen - bestaan, hoewel de partijnaam van de ČSNS werd gewijzigd in ČSS. Deze situatie bleef ongewijzigd tot aan de Fluwelen Revolutie in december 1989 die een einde maakte aan het communistische regime. In 1990 werd het Nationaal Front opgeheven.
Politieke partijen die lid waren van het NF tussen 1948 en 1989:
- Communistische Partij van Tsjecho-Slowakije (communistisch)
- Communistische Partij van Slowakije (communistisch)
- Tsjecho-Slowaakse Socialistische Partij (sociaaldemocratisch, links-liberaal)
- Tsjecho-Slowaakse Volkspartij (katholiek)
- Slowaakse Vrijheidspartij (katholiek)
- Partij van de Slowaakse Wedergeboorte (katholiek, conservatief, opvolger van de Democratische Partij)

Naast politieke partijen maakten ook de volgende massa-organisaties deel uit van het NF:
- Bond van Revolutionaire Vakbewegingen
- Tsjecho-Slowaakse Vrouwen Unie
- Socialistische Jeugd Unie (communistisch)
- Tsjecho-Slowaakse Rode Kruis
- Tsjecho-Slowaakse-Sovjet-Russische Vriendschapsvereniging
- Unie van Agrarische Coöperaties
- Unie van Anti-fascistische Strijders
- Unie voor Samenwerking met het Leger
- Vredescomité
  - Pacem in Terris (katholieke geestelijken)
- Natuurkundige en Culturele Vereniging